# Om (musikalbum med Suzzies orkester)
Om är ett musikalbum från 1988 med Suzzies orkester. Låten "Dansar i månens sken", som finns med på albumet, blev något av ett genombrott för bandet.

## Låtlista
Alla låtar skrivna av Suzzie Tapper (text), Gunnar Skoglund, Lasse Karlsson (musik).
| Nr  | Titel                      | Längd |
| --- | -------------------------- | ----- |
| 1.  | "Om...jag ändå kunde"      | 4:11  |
| 2.  | "Ta mig till nattens ände" | 4:17  |
| 3.  | "Ringar på vattnet"        | 3:55  |
| 4.  | "Så länge jorden snurrar"  | 4:23  |
| 5.  | "Dansar i månens sken"     | 3:57  |
| 6.  | "Vem är du, vem är jag"    | 4:21  |
| 7.  | "Genom tårar"              | 3:54  |
| 8.  | "Mellan kärlek och hat"    | 4:23  |
| 9.  | "Ensamhetens marknad"      | 3:48  |
| 10. | "Bryta tystnaden"          | 4:42  |
| 11. | "Främlingar i mörkret"     | 3:33  |
| 12. | "Minnet lever kvar"        | 3:57  |

## Listplaceringar
| Lista (1988-1989) | Topplacering |
| ----------------- | ------------ |
| Sverige           | 13           |